# Macroptychaster
Macroptychaster is een geslacht van kamsterren uit de familie Astropectinidae.

## Soort
- Macroptychaster accrescens (Koehler, 1920)